# Клисура (област София)
Вижте пояснителната страница за други значения на Клисура.
Клисура е село в Западна България. То се намира в район Банкя, Столична община, област София.

## География
Селото е разположено на 25 км западно от столицата София.

## Забележителности
Край селото се намира обновеният женски манастир „Преп. Петка-Параскева“, известен като Клисурския манастир.

## Редовни събития
- Събор на селото – 6 септември.
- Събор на Клисурския манастир „Преп. Петка-Параскева“ – 14 октомври.

## Транспорт
Селото се обслужва от редовна линия на Центъра за градска мобилност - автобус 49. Линията се движи на интервал от 35 минути в делник, в предпразник и празник на 50 минути.

## Личности
- Благой Иванов (1898-1951) – политик от БКП
- Евтим Митев (1948) – кметски наместник, политик от ГЕРБ

## Галерия
- Клисурски манастир
- Главната улица на Клисура
- Чешма, построена в чест на XIII конгрес на БКП и партизаните